# 加维奥-培肖特
加维奥-培肖特是巴西圣保罗州的一个市镇。总面积243.711平方公里，总人口4103人，人口密度16.8人/平方公里。